# Petite rivière Muskrat
Pour les articles homonymes, voir Rivière Muskrat.
La Petite rivière Muskrat est un tributaire du Grand lac Saint-François lequel constitue le lac de tête de la rivière Saint-François. Le cours de la "Petite rivière Muskrat" traverse le territoire de la municipalité de Adstock, dans la MRC Les Appalaches, dans la région administrative de Chaudière-Appalaches, sur la Rive-Sud du fleuve Saint-Laurent, au Québec, Canada.

## Géographie
Les principaux bassins versants voisins de la Petite rivière Muskrat sont :
- côté nord : rivière Muskrat, rivière des Hamel ;
- côté est : rivière des Hamel ;
- côté sud : Rivière aux Bleuets (lac Saint-François), Grand lac Saint-François ;
- côté ouest : rivière Muskrat, rivière de l'Or.

La "Petite rivière Muskrat" prend sa source au sud du village de "Saint-Méthode-de-Frontenac" et à l'est du lac Rochu (altitude : 343 m). Cette zone est située presque à la limite Est de la municipalité régionale de comté (MRC) de Les Appalaches et Beauce-Sartigan. La tête de la rivière Muskrat est situé à 3,6 km au nord de la tête de la "Petite rivière Muskrat".
À partir de sa tête, la Petite rivière Muskrat coule sur 3,9 km vers le sud-ouest, en passant au sud des lacs Rochu et Bolduc, jusqu'à la limite du Parc national de Frontenac ; sur 2,1 km vers le nord-ouest en sortant du Parc, jusqu'à un petit ruisseau (venant de l'est) ; sur 3,2 km vers l'ouest en retraversant la limite du parc jusqu'à son embouchure, situé tout près d'un pont routier qui enjambe la petite baie.
L'embouchure de la "Petite rivière Muskrat" se déverse en zone de marais au fond de la "baie aux Rats Musqués" qui constitue une extension de la rive nord-est du Grand lac Saint-François. L'embouchure de la rivière Muskrat se déverse en confluence avec la rivière Muskrat, dans la zone nord du Parc national de Frontenac.

## Toponymie
Jadis, ce cours d'eau était désigné sous l'appellation française : "Petite rivière aux Rats Musqués".
Le toponyme "Petite rivière Muskrat" a été officiellement inscrit le 4 août 1969 à la Commission de toponymie du Québec.